# Eyþór Ingi Gunnlaugsson
Eyþór Ingi Gunnlaugsson [ˈeɪ̯θ̠ou̯r̥ ˈɪnkɪ ˈkʏnːlœy̯xˈsːɔn], född 29 maj 1989, är en isländsk sångare.

## Karriär

### Eurovision Song Contest 2013
Den 2 februari 2013 vann han över sju andra tävlande i Islands nationella uttagningsfinal till Eurovision Song Contest 2013 med låten "Ég á líf".
Han representerade Island i Eurovision Song Contest 2013 som hölls i Malmö.

## Diskografi

### Singlar
2013 - "Ég á líf"